# Los Caobos
Los Caobos es un barrio residencial, comercial e institucional de Cúcuta, Colombia. Pertenece a la Comuna Centroriental. En este barrio se ubica el distrito financiero de la ciudad, y pueden encontrarse importantes lugares como centros comerciales, tiendas por departamento, hoteles, clínicas, entre otros. 
Antiguamente de origen residencial, se ha vuelto muy comercial debido a la presencia de consultorios y establecimientos relacionados con prestación de servicios de salud (en torno a la Clínica San José) y restaurantes, ya que en este barrio se ubica la Zona Rosa de Cúcuta. 
Los estratos socioeconómicos que prevalecen son los estratos 4, 5 y 6. La superficie de Los Caobos tiene forma de triángulo, ya que se ubica entre las vías principales: Avenida Libertadores, Avenida Cero y Diagonal Santander.

## Sitios de interés

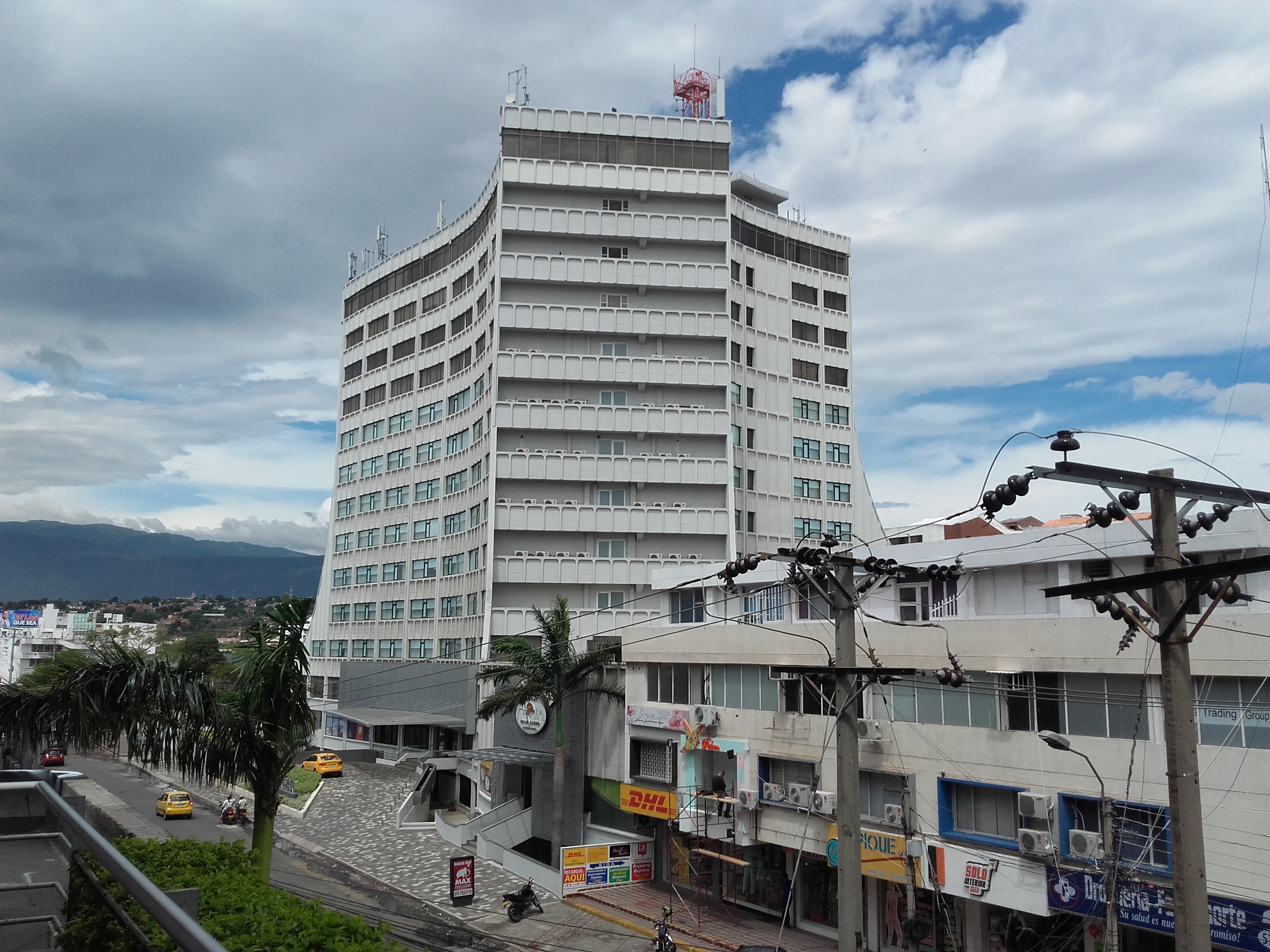
Hotel Casino Internacional
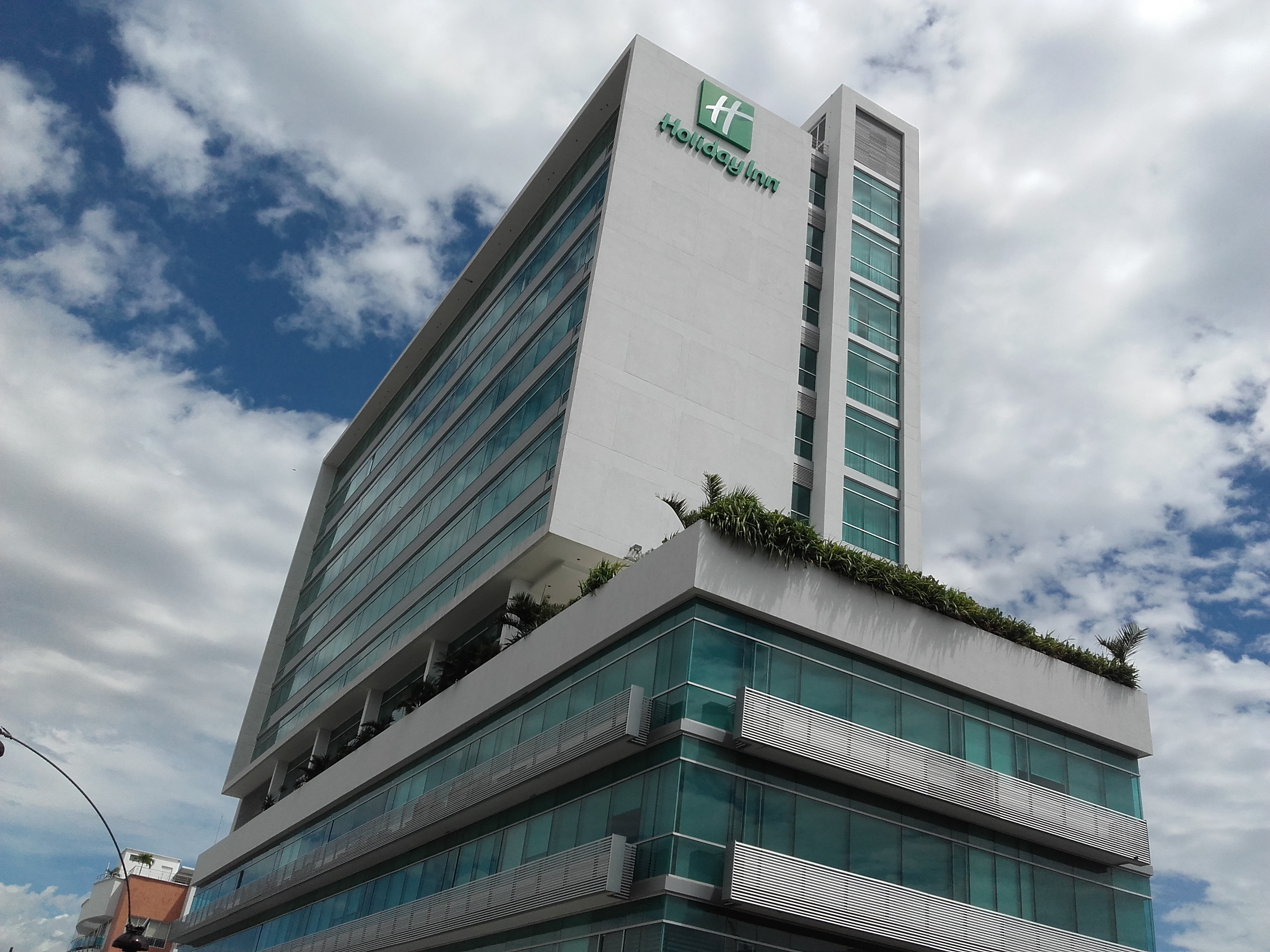
Hotel Holiday Inn
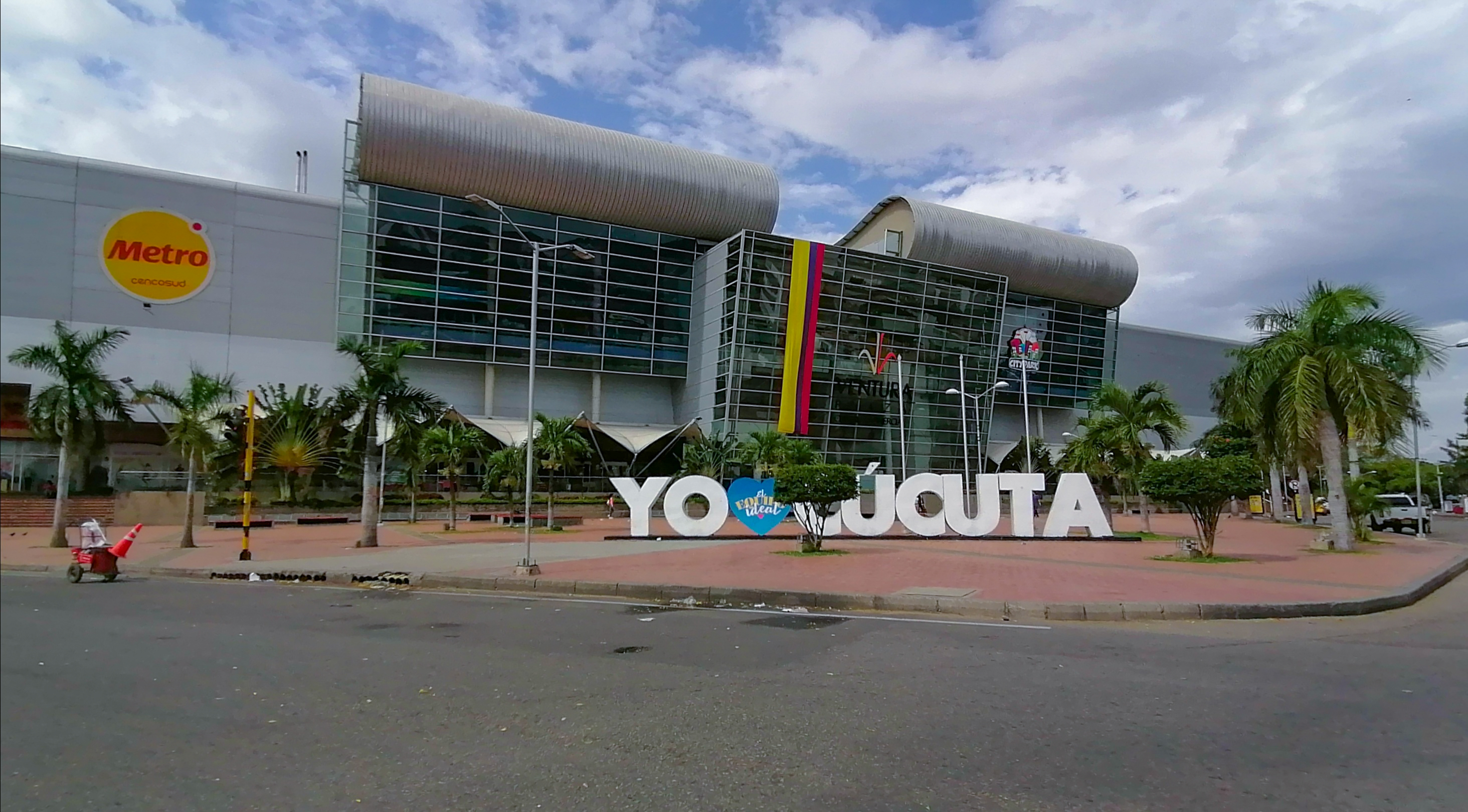
C.C. Ventura Plaza
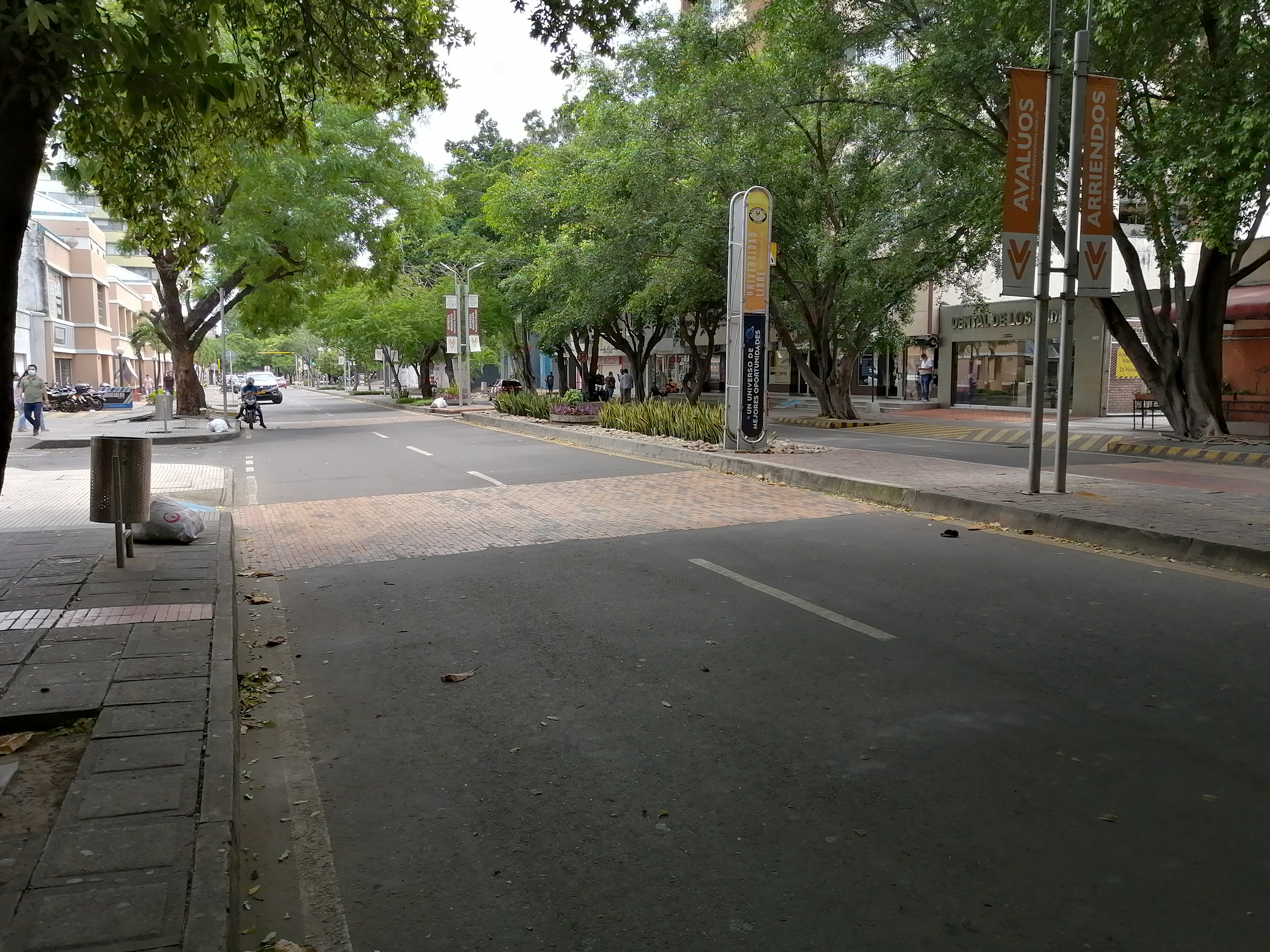
Avenida 0